# Margaret Bell (Leichtathletin)
Margaret Bell (Margaret Mary Bell; * 26. Januar 1917 in Vancouver; † 10. Mai 1996) war eine kanadische Hochspringerin.
1934 gewann sie Bronze bei den British Empire Games in London und Silber bei den Frauen-Weltspielen.
Bei den Olympischen Spielen 1936 in Berlin wurde sie Achte, bei den British Empire Games in Sydney Vierte.
1936 wurde sie Kanadische Meisterin. Im selben Jahr stellte sie am 1. Juli in Vancouver ihre persönliche Bestleistung von 1,60 m auf.